# Acorde maior

Acorde maior é um acorde formado por uma nota fundamental, à qual se sobrepõe uma terça maior e uma quinta justa, formando uma tríade maior.
É possível, ainda, a sobreposição de outros intervalos. Entretanto, caso haja alteração da fundamental, da terça ou da quinta, o acorde deixará de ser um acorde maior. Muitas vezes, sobretudo nos acordes de sétima, é comum a omissão da quinta, que fica "subentendida", ou seja, a quinta não está presente no acorde, mas o ouvinte "deduz" que se trata de uma quinta justa.
```
Acorde maior (tríade)  ⇒ F 3+ 5 
Acorde maior com sétima menor (tétrade) ⇒ F 3+ (5) 7
Acorde maior com sétima maior (tétrade) ⇒ F 3+ (5) 7+

A letra F indica a fundamental, 3+ indica a terça maior do acorde, 5 a quinta justa, 7 a sétima menor e 7+ a sétima Maior.
```

## Exemplo em C Maior
Temos a fundamental C, um salto de terça maior que recai sobre a nota E e um salto de terça menor (resultando numa quinta justa em relação à fundamental) que recai sobre a nota G:
C E G = tríade de C Maior (é cifrada apenas como C)
Tríade de C Maior no piano:

Caso saltemos ainda outra terça menor, teremos o acorde de C Maior com sétima:
C E G Bb = tétrade C Maior com sétima (cifrada C7)
Tétrade de C7 no piano:

Caso, em vez da terça menor do exemplo anterior, saltemos uma terça maior, teremos o acorde de C Maior com sétima maior:
C E G B = tétrade de C Maior com sétima maior (cifrada C7+, C7M ou ainda CMaj7, sendo esta última mais comum em países anglófonos)
Tétrade de C7M no piano:
É possível ainda a inserção de dissonâncias a fim de gerar acordes com colorações diversas. O acorde continuará sendo considerado maior, desde que não se altere a fundamental, a terça ou a quinta.